# بتنرية أندامانية
بتنرية أندامانية (الاسم العلمي:Byttneria andamanensis) هي نوع من النباتات تتبع جنس البتنرية من الفصيلة الخبازية. سمي هذا النوع نسبةً إلى جزر أندامان في الهند.